# 新北市三重區興穀國民小學
新北市三重區興穀國民小學（英語：New Taipei Municipal XingGu Elementary School），簡稱興穀國小，該校附設幼兒園，校址位於新北市三重區五谷王北街46號。

成立於1969年8月1日，當時是利用明志國中遷校後所留校舍設立。因座落於當地民間信仰中心神農大帝先嗇宮正前方，取「五穀興旺」之意，因而命名為「興穀」國小。

該校棒球運動盛行，培養出許多優秀職棒選手，如姜建銘、楊宗範、林憲章、何恆佑、林子崴等多名職棒好手。

2015年，興穀國小有國小部14班，幼兒園2班，教職員工34人，學生255人，是三重區人數最少的一所精緻小學。

## 校史
- 民國58年08月，於明志國中遷校後所留校舍設立興穀國民小學。
- 民國59年07月，遷回現在校址。
- 民國79年08月，附設幼兒園，並開始招生，進一步推展學前教育工作。
- 民國87年08月，興建之五樓建築視聽及教學大樓完工。
- 民國95年10月，成立興穀鄉土文物館，館內收藏了數百件蕭永紅老師的鄉土文物，為鄉土文物的保存與鄉土教育貢獻心力。
- 民國96年04月，榮獲第三屆臺北縣網界博覽會冠軍。
- 民國96年06月，榮獲第八屆全國網界博覽會冠軍。
- 民國97年05月，新設棒球室內打擊場。
- 民國97年06月，獲選臺北縣試辦活化課程實驗方案學校。
- 民國97年07月，興穀少棒隊榮獲全國第一名。
- 民國98年04月，榮獲第四屆臺北縣網界博覽會冠。
- 民國98年10月，開辦社區樂齡學習班。
- 民國99年12月，配合臺北縣升格直轄市改制為「新北市三重區興穀國民小學」。
- 民國100年03月，新北市99學年度軟式棒球聯賽冠軍。
- 民國100年10月，新北市100學年度中小棒球錦標賽硬式組冠軍。
- 民國100年11月，經管宿舍拆除。
- 民國101年09月，榮獲2012年第4屆陽明山盃全國三級棒球錦標賽少棒組第三名。
- 民國101年10月，榮獲2012年海峽兩岸棒球對抗賽少棒組殿軍。
- 民國102年02月，榮獲「2013第一屆高雄市立德盃全國少年棒球錦標賽」第五名。
- 民國102年03月，新北市全國少棒聯賽縣市預賽軟式組冠軍3連霸。
- 民國102年04月，榮獲2013新北市TOTO盃少棒選拔賽冠軍。
- 民國102年09月，舉辦新北市第一屆興穀盃全國少棒錦標賽。
- 民國102年10月，榮獲2013巨人盃全國少棒賽季軍、2013市長盃少棒錦標賽冠軍及台中市金龍盃全國棒球菁英賽亞軍。
- 民國103年05月，獲選為新北少棒聯隊2014 TOTO盃全國少棒錦標賽冠軍美國小馬聯盟國家隊。
（國家教練：鄭智瑋，國手名單：何恆佑、林子崴、林辰勳、林承緯、高陸盛、曾旨億）
- 民國103年08月，新北少棒聯隊2014參加 美國小馬聯盟少棒賽獲全世界季軍。
（國家教練：鄭智瑋，國手名單：何恆佑、林子崴、林辰勳、林承緯、高陸盛、曾旨億）
- 民國103年09月，舉辦新北市第二屆興穀盃全國少棒錦標賽。
- 民國106年08月，榮獲2017兩岸少棒賽交流(南京)第三名。
- 民國108年10月，進行新校舍「全齡大樓」動土儀式。

## 建築與校園環境
2019年新校舍改建動土前
室內建築
- 為三棟兩層樓舊校舍與一棟地上五層樓地下一層樓之建築，三棟舊校舍相互連接，排列成開口向右的「ㄈ」字型，其中一棟的二樓設有空橋連接五樓建築。
- 舊校舍：其中一棟包含穿堂層，位於校園東側，鄰近五谷王北街，該棟建築包含了一年級教室、五年級教室、六年級教室、教師辦公室、校長室與體育室等。

建築物的左右兩側連接其他兩棟舊校舍，其他兩種舊校舍包含二年級教室、三年級教室、四年級教室、保健室以及學校各行政處室。
- 五層樓建築：該大樓一樓為挑高穿堂與附設幼兒園，二至五樓包含了音樂教室、圖書館、興穀鄉土文物館、絲竹教室、自然課教室、電腦教室以及多功能禮堂，地下室為室內運動教室。

戶外建築
包含了一座司令台、升旗台、綠光森林、一座200公尺操場、一座標準戶外籃球場、四座兒童籃球場、跳遠區、單槓區、健康步道、大象溜滑梯與垃圾場。

## 歷任校長
| 屆任   | 姓名   | 任職時間             | 備註                           |
| ------ | ------ | -------------------- | ------------------------------ |
| 第1任  | 張沛然 | 1969年8月～1980年7月 | 退休                           |
| 第2任  | 周樹香 | 1980年8月～1985年2月 | 逝世 由教務主任吳惠沛先生代理  |
| 代 理  | 吳惠沛 | 1985年2月～1985年7月 |                                |
| 第3任  | 李傳登 | 1985年8月～1986年7月 |                                |
| 第4任  | 張蜀渝 | 1986年8月～1993年7月 |                                |
| 第5任  | 王錦明 | 1993年8月～2000年7月 |                                |
| 第6任  | 蕭茂生 | 2000年8月～2004年7月 |                                |
| 第7任  | 張壽松 | 2004年8月～2012年7月 | 因臺北縣升格為新北市而延長任期 |
| 第8任  | 何元亨 | 2012年8月～2016年7月 |                                |
| 第9任  | 鄭秋嬋 | 2016年8月～2023年7月 |                                |
| 第10任 | 胡銘浚 | 2023年8月～迄今      |                                |

## 外部連結
- 興穀國小網站 （页面存档备份，存于）